# Macquartia nitidicollis
Macquartia nitidicollis là một loài ruồi trong họ Tachinidae.